# Serpalazac
A serpalazac (Hyphessobrycon eques) a sugarasúszójú halak (Actinopterygii) osztályának pontylazacalakúak (Characiformes) rendjébe, ezen belül a pontylazacfélék (Characidae) családjába tartozó faj.

## Előfordulása
A serpalazac Brazília és Paraguay területén honos. Az Amazonas, a Guaporé és a Paraguay folyókban található meg.

## Megjelenése
A legnagyobb testhossza 4 centiméter, de 2,1 centiméteresen már felnőttnek számít. A hím karcsúbb, mint a nőstény.

## Életmódja
Trópusi pontylazac, amely nagy rajokat alkotva a vízfelszín közelében úszik. A vízinövényzet közelségét keresi. A 22-26 Celsius-fokos vízhőmérsékletet és az 5-7,8 pH értékű vizet kedveli. Amikor az élőhelyéül szolgáló vizes terület száradni kezd és a halak egyre zsúfoltabbá válnak, egymás úszóira támadnak. Mindenevőként férgekkel, kis rákokkal, rovarokkal és növényekkel táplálkozik.

## Szaporodása
Íváskor a hím a kora reggeli órákban kezd udvarolni a nősténynek. Az ikrák lesüllyednek a mederfenékre.

## Felhasználása
Közkedvelt akváriumi hal, emiatt ipari mértékben tenyésztik és kereskednek vele. Az akváriuma legalább 60 centiméter hosszú kell hogy legyen; rajhalként fajtársaira van szüksége, emiatt legalább 5 vagy ennél több példány tartása ajánlott.